# Ferret Music
Ferret Music er et uafhængigt pladeselskab, der mest af alt, dog ikke fuldkommen, udgiver metalcore og post-hardcore albums. Det blev grundlagt i 1996 i New Brunswick, New Jersey, og er ejet af Noras vokalist Carl Severson. Ferret opstartede et mærke ved navn New Weathermen Records.
Warner Music Group erhvervede sig en andel i Ferret Music i august 2006. Det er på nuværende tidspunkt fordelt gennem Sony BMG's RED Distribution, og vil være det til varigheden af deres aftale, som udløber i 2009.

## Artister
- 36 Crazyfists
- A Life Once Lost
- Blood Has Been Shed
- Boys Night Out
- Carnifex
- Chimaira
- Elysia
- Eternal Lord
- Every Time I Die
- Foxy Shazam
- Full Blown Chaos
- Gwen Stacy
- Heavy Heavy Low Low
- Knights Of The Abyss
- Ligeia
- LoveHateHero
- Lower Definition
- Madball
- Maylene and the Sons of Disaster
- Misery Signals
- Poison the Well
- Remembering Never
- See You Next Tuesday
- Suicide Note
- The Breathing Process
- The Hottness
- Twelve Tribes
- xBishopx
- Zao